# Alain Dessauvage
Pour les articles homonymes, voir Dessauvage.
Alain Dessauvage, né le 31 décembre 1973 à Roulers (Belgique), est un monteur belge.

## Biographie
Alain Dessauvage est diplômé du Rits à Bruxelles en 1994 dans la section Image, Son et Montage. Au cours de ses premières années de travail, il monte principalement des films publicitaires, puis il se concentre sur des longs métrages dont Moscow, Belgium (2008, Aanrijding in Moscou), Oxygène  (2010, Adem), Frits & Freddy (2010), Bullhead (Rundskop, Tête de bœuf en Belgique francophone), Offline, Les Ardennes (D'Ardennen), ainsi que des courts métrages dont Fait d'hiver et Tanghi argentini. Ses crédits d'édition incluent aussi Comrade Kim Goes Flying (2012), The Resurrection of a Bastard (2013), Les Ardennes (2015), Sauvages (2015), Le Ciel flamand (2016), Le Fidèle (2017) et Girl (2018). 
Il a également monté pour les séries télévisées Team Spirit,  Le Trafic de la honte (Matroesjka's), Code 37 et De Vijfhoek.
Il a reçu le prix Magritte du meilleur montage pour son travail sur Bullhead (Tête de bœuf en Belgique francophone, 2011).

## Filmographie (sélection)
- 2001 : Fait d'hiver (court métrage)
- 2006 : Tanghi argentini (court métrage)
- 2008 : Moscow, Belgium
- 2009 : Limo
- 2010 : Oxygène (Adem) de Hans Van Nuffel
- 2010 : Frits et Freddy
- 2011 : Bullhead (Rundskop) de Michaël R. Roskam
- 2012 : Offline
- 2012 : Comrade Kim Goes Flying
- 2012 : Brasserie romantique
- 2013 : De wederopstanding van een klootzak
- 2013 : Hemel op aarde
- 2014 : Trouw met mij! (Marry Me!) de Kadir Balci
- 2015 : Sauvages (Couple In A Hole)
- 2015 : Les Ardennes de Robin Pront
- 2015 : The Sky Above Us de Marinus Groothof
- 2016 : Le Ciel flamand de Peter Monsaert
- 2017 : Le Fidèle
- 2018 : Girl
- 2018 : De Patrick
- 2019 : Moffie d'Oliver Hermanus
- 2020 : The Silencing
- 2021 : La Civil de Teodora Mihai
- 2022 : Close de Lukas Dhont
- 2024 : Tu ne mentiras point (Small Things like These) de Tim Mielants

## Récompenses et distinctions
- Début février 2012, il est lauréat du Magritte du meilleur montage 2011 pour Rundskop.
- En septembre 2013, il est l'un des trois nommés aux Ensors 2013 du meilleur montage pour le film Offline.
- En janvier 2022, il est nommé à l'Ensor du meilleur montage pour le film La Civil.